# Haruhiko Satō
Haruhiko Satō (japanisch 佐藤 陽彦 Satō Haruhiko; * 27. Juni 1978 in der Präfektur Tokio) ist ein ehemaliger japanischer Fußballspieler.

## Karriere
Satō erlernte das Fußballspielen in der Schulmannschaft der Funabashi High School. Seinen ersten Vertrag unterschrieb er 1997 bei den Kyoto Purple Sanga. Der Verein spielte in der höchsten Liga des Landes, der J1 League. 1999 wechselte er zum Zweitligisten Sagan Tosu. Für den Verein absolvierte er 211 Spiele. 2005 wechselte er zum Drittligisten ALO's Hokuriku. Für den Verein absolvierte er 63 Spiele. Ende 2006 beendete er seine Karriere als Fußballspieler.